# Custodia repartida
Custodia repartida es una serie de televisión por internet española de comedia dramática creada y escrita por Juanjo Moscardó y María Mínguez y dirigida por Javier Fesser para Disney+. Está producida por The Inmigrant y protagonizada por Ricard Farré y Lorena López. Se estrenó en Disney+ el 24 de enero de 2025.

## Argumento
Cris y Diego acaban de separarse de mutuo acuerdo. Su intención es comportarse como unas personas maduras, educadas y responsables y ser amigos por el bien de su hija pequeña. Pero ninguno de los dos se puede permitir vivir solo y cuidar de ella. El trabajo de Cris es muy exigente y Diego no tiene un salario fijo, así que ambos se ven forzados a una solución drástica: mudarse de nuevo a la casa de sus respectivos padres. Los abuelos están entusiasmados de que sus hijos y especialmente su nieta estén de vuelta en sus vidas. Pero las cosas se van deteriorando rápidamente. Lo que comenzó como una separación amistosa pronto da un giro cuando se topan con la dura realidad.

## Reparto

### Principal
- Lorena López como Cris
- Ricard Farré como Diego
- Adriana Ozores como Susana
- Francesc Orella como Alberto
- Aten Soria como Carmen
- Fernando Sansegundo como Felipe
- Lucía de Gracia como Cloe
- Cristina Alcázar como Lucia
- Víctor de la Fuente como Mario
- Clara de Ramón como Jimena
- Edu Rodríguez como Leo
- María García Pedregosa como Martina

con la colaboración especial de
- Edu Soto como Cristoleta
- Raquel Guerrero como Belén

## Episodios
| N.º | Título         | Dirigido por  | Escrito por                          | Fecha de lanzamiento original |
| --- | -------------- | ------------- | ------------------------------------ | ----------------------------- |
| 1   | «Amigos»       | Javier Fesser | Juanjo Moscardó Rius y María Mínguez | 24 de enero de 2025           |
| 2   | «El espejismo» | Javier Fesser | Juanjo Moscardó Rius y María Mínguez | 24 de enero de 2025           |
| 3   | «La barbacoa»  | Javier Fesser | Juanjo Moscardó Rius y María Mínguez | 24 de enero de 2025           |
| 4   | «Malcriar»     | Javier Fesser | Juanjo Moscardó Rius y María Mínguez | 24 de enero de 2025           |
| 5   | «Salir»        | Javier Fesser | Juanjo Moscardó Rius y María Mínguez | 24 de enero de 2025           |
| 6   | «Ligar»        | Javier Fesser | Juanjo Moscardó Rius y María Mínguez | 24 de enero de 2025           |
| 7   | «Convenio»     | Javier Fesser | Juanjo Moscardó Rius y María Mínguez | 24 de enero de 2025           |
| 8   | «Cumpleaños»   | Javier Fesser | Juanjo Moscardó Rius y María Mínguez | 24 de enero de 2025           |

## Producción
En enero de 2022, se anunció que Javier Fesser dirigiría la serie de comedia dramática Custodia compartida, la cual estaría producida por The Inmigrant y creada por Juanjo Moscardó y María Mínguez. En julio de 2024, se anunció que Disney+ había adquirido la serie y que su título había cambiado a Custodia repartida. Lorena López y Ricard Farré fueron anunciados como los actores protagonistas del proyecto.

## Lanzamiento y marketing
El 19 de diciembre de 2024, Disney+ lanzó el tráiler de Custodia repartida y programó el estreno de la serie en su plataforma para el 24 de enero de 2025. El 15 de enero de 2025, la cadena de televisión laSexta anunció que preestrenaría los dos primeros capítulos de la serie el 22 de enero de 2025, antes de su estreno en Disney+.